# アンドレス・デ・サンタ・クルス
アンドレス・デ・サンタ・クルス・イ・カラウマナ （Andrés de Santa Cruz y Calaumana，1792年12月5日 - 1865年9月5日）は、ボリビアの政治家、軍人。
スペイン人を父にインカ王族の血を引く先住民を母としてアルト・ペルー（現在のボリビア）のHuarina村で生まれた。軍人となりスペイン領アメリカの独立戦争が勃発すると当初はスペイン副王軍に従軍してと独立派と戦ったが破れ降伏した。1821年からはシモン・ボリーバルの配下となり独立派に身を投じ、セピタの戦いでその軍事的な才能を遺憾なく発揮した。1825年8月6日、アントニオ・ホセ・デ・スクレと共に、アルト・ペルーをスペインから解放し新国家「ボリビア共和国」を誕生させた。
スクレが国外にさった後はその後継者となり1829年にボリーバルの推薦を受けて第6代大統領に就任。国土の安定を目指して強権をもって経済を建てなおし国内の開発を続け、軍備を強化した。隣国ペルーの内戦に介入し勝利をおさめ1836年に同国を併合してペルー・ボリビア連合を結成。自らは終身・世襲の連合護民官になった。
しかし、このことに危機感をもったチリと戦争になり、ユンガイの戦いに敗れ、1839年に失脚（ペルー・ボリビア連合は崩壊しボリビアはしばらくの間、無政府状態に陥った）した。エクアドル経由でフランスへ亡命しその後も何度か再起を試みるが果たせず1865年に死去した。